# Nicholas Sprenger
Pour les articles homonymes, voir Sprenger.
Nicholas Sprenger, né le 14 mai 1985 à Brisbane, est un nageur australien spécialiste des épreuves de demi-fond en nage libre. Régulièrement aligné au sein du relais national 4 × 200 m nage libre, il compte à son palmarès deux couronnes mondiales.

## Carrière
Entraîné par Michael Bohl, Nicholas Sprenger passe le début de sa carrière dans l'ombre de ses compatriotes Ian Thorpe et Grant Hackett, multiples médaillés dans les événements internationaux. Après avoir terminé troisième du 200 m nage libre lors des championnats d'Australie 2003, Sprenger est sélectionné pour participer aux championnats du monde organisés à Barcelone. Aligné au sein du relais 4 × 200 m nage libre avec Hackett, Thorpe et Craig Stevens, le nageur y décroche la médaille d'or, la première récompense internationale de sa carrière. De nouveau médaillé de bronze au niveau national début 2004, il se qualifie pour figurer dans le relais 4 × 200 m qui défend sa couronne olympique à Athènes. Composé de Sprenger, Thorpe, Hackett et Michael Klim, le quatuor ne parvient à remporter l'or en étant devancé par le relais américain, une première défaite après six années d'invincibilité pour le relais australien.
L'année 2005 voyant Ian Thorpe s'éloigner temporairement des bassins, Sprenger s'affirme comme le second meilleur nageur du pays sur les moyennes distances en nage libre. Bien qu'impliqué sans gravité dans un accident de voiture quelque temps avant les championnats du monde 2005, le nageur réussit à améliorer ses meilleurs temps personnels et, plus encore, à terminer cinquième en finale du 200 m nage libre qu'il termine en 1 min 47 s 09. Par ailleurs, le nageur décroche une médaille de bronze au sein du relais 4 × 200 m.
Placé sur le devant de la scène avec la blessure de Grant Hackett durant l'année 2006, le nageur ne peut assumer un rôle prépondérant à cause d'un virus l'empêchant de nager.
En 2008, le nageur se qualifie pour les Jeux olympiques d'été de 2008 à l'occasion des sélections olympiques australiennes. Sprenger représentera son pays sur 200 m nage libre ainsi qu'au sein du relais 4 × 200 m.
Son cousin, Christian Sprenger, est également nageur de haut niveau spécialiste de la brasse.

## Palmarès

### Jeux olympiques
- Jeux olympiques de 2004 à Athènes (Grèce) :
  -  Médaille d'argent au titre du relais 4 × 200 m nage libre (7 min 7 s 46).

### Championnats du monde
| Épreuve / Année      | Grand bassin    | Grand bassin         | Petit bassin        | Petit bassin     |
| Épreuve / Année      | Barcelone 2003  | Montréal 2005        | Indianapolis 2004   | Manchester 2008  |
| -------------------- | --------------- | -------------------- | ------------------- | ---------------- |
| 200 m nage libre     | -               | 5e 1 min 47 s 09     | 6e 1 min 46 s 33    | -                |
| 400 m nage libre     | -               | -                    | 5e 3 min 45 s 47    | 7e 3 min 43 s 17 |
| 4 × 200 m nage libre | Or 7 min 8 s 58 | Bronze 7 min 10 s 59 | Argent 7 min 3 s 78 | Or 6 min 55 s 65 |